# Пејнтед Хил (Индијана)
Пејнтед Хил (енгл. Painted Hills) насељено је место без административног статуса у америчкој савезној држави Индијана.

## Демографија
По попису из 2010. године број становника је 677.
| Група             | 2000.    | 2010.       |
| Белци             | 0 (0,0%) | 661 (97,6%) |
| Афроамериканци    | 0 (0,0%) | 1 (0,1%)    |
| Азијати           | 0 (0,0%) | 1 (0,1%)    |
| Хиспаноамериканци | 0 (0,0%) | 11 (1,6%)   |
| Укупно            | 0        | 677         |